# Байкальский Прибой (платформа)
Байка́льский Прибо́й — остановочный пункт Восточно-Сибирской железной дороги на Транссибирской магистрали (5513 километр).
Расположен в Кабанском районе Республики Бурятия на восточной окраине посёлка Байкальский Прибой.

## Дальнее следование по станции
| № поезда | Маршрут движения | № поезда | Маршрут движения |
| -------- | ---------------- | -------- | ---------------- |
| 361      | Наушки — Иркутск | 362      | Иркутск — Наушки |

## Пригородные электрички
| № поезда | Маршрут движения   | № поезда | Маршрут движения   |
| -------- | ------------------ | -------- | ------------------ |
| 6631     | Улан-Удэ — Мысовая | 6632     | Мысовая — Улан-Удэ |
| 6637     | Улан-Удэ — Мысовая | 6638     | Мысовая — Улан-Удэ |